# ليف هاوغن
ليف هاوغن (بالنرويجية البوكمول: Leif Haugen)‏ هو متزحلق نرويجي، ولد في 22 سبتمبر 1917 في باروم في النرويج، وتوفي في 26 فبراير 2001.

## وصلات خارجية
- ليف هاوغن على موقع أوليمبيديا (الإنجليزية)